# Bert Goodrich

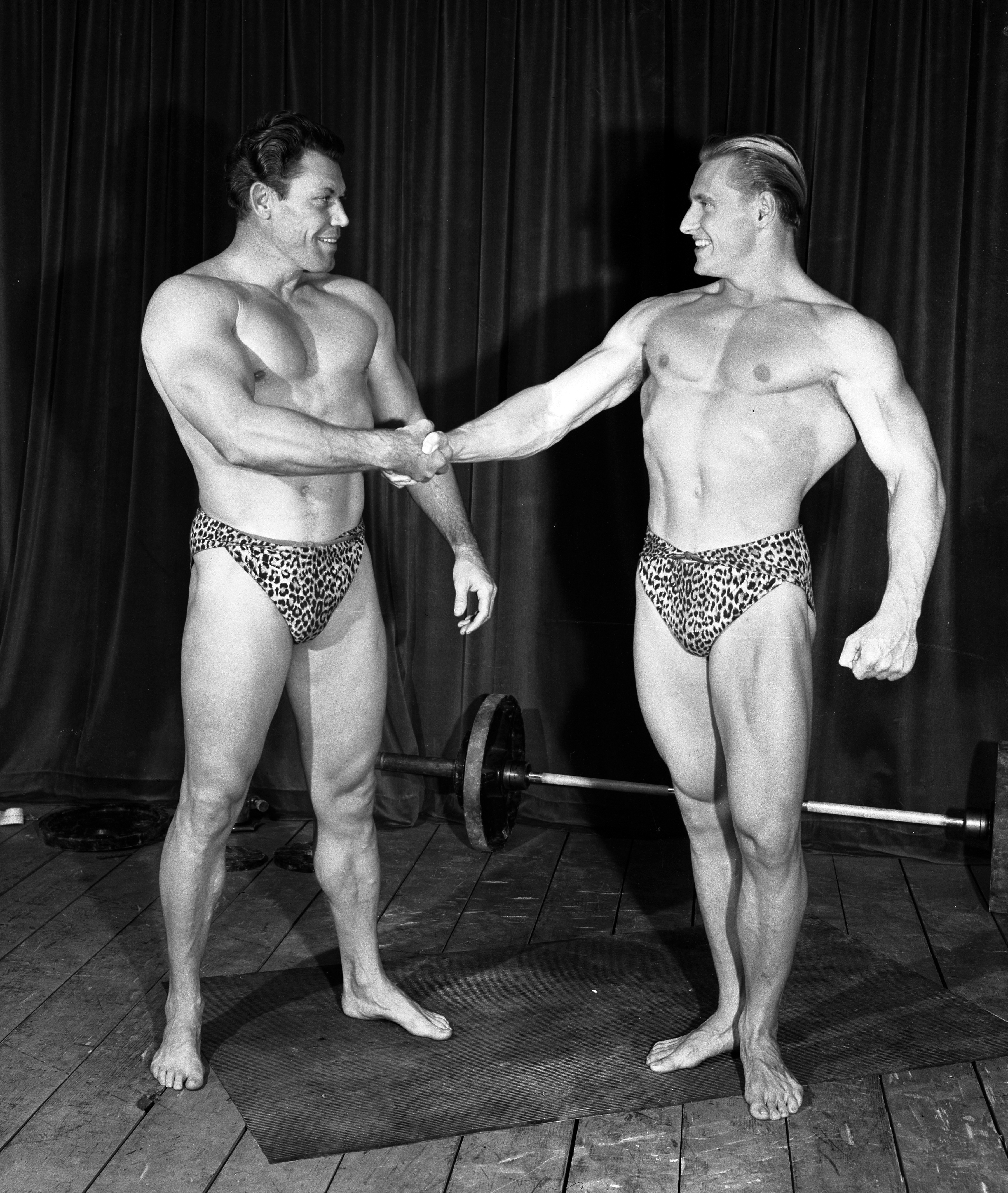
Bert Goodrich (links) mit Alan Stephan (1946)

Bert M. Goodrich (* 26. Dezember 1906 in Tempe, Arizona; † 6. Dezember 1991 in Sepulveda, North Hills, Los Angeles, Kalifornien) war ein US-amerikanischer Bodybuilder, der zeitweilig auch als Stuntman und Schauspieler agierte. Des Weiteren war er über den Zeitraum mehrerer Jahre Besitzer der ersten Kette von Fitnessstudios in den Vereinigten Staaten.

## Leben und Karriere
Goodrich wurde am zweiten Weihnachtsfeiertag des Jahres 1906 in Tempe im US-amerikanischen Bundesstaat Arizona geboren, wo er in der Nähe eines Flusses aufwuchs. Bereits ab seiner Kindheit verfeinerte er in diesem seine Schwimmkünste. Bereits in seinem 12. Lebensjahr war er als Akrobat erfolgreich; zwei Jahre später gewann er zudem den Staatsmeistertitel von Arizona im Fliegengewicht und im Tauchen. In ebendiesem Jahr machte er den ersten Schritt in sein zukünftiges Leben als Bodybuilder und Strongman, als der damals gerade einmal 95 Pfund schwere und schmächtige Bert Goodrich zu einer Charles-Atlas-Ausbildung geschickt wurde und nach vier Jahren mit einem Gewicht von 185 Pfund und durchtrainiert wieder zurückkehrte. Zu dieser Zeit legte er allerdings noch kein Hauptaugenmerk auf Bodybuilding, dies diente ihm zu diesem Zeitpunkt noch als Mittel zum Zweck. Viel mehr wollte er sich mit seinem Krafttraining auf seine Talente in anderen Sportarten wie zum Beispiel Turnen, dabei vor allem Tumbling, oder American Football konzentrieren. Während er sich seine Kraft zu High-School-Zeiten noch für die bereits erwähnten Sportarten antrainierte, entwickelte er sich auf seiner späteren Laufbahn an der Arizona State University zu einem ausgezeichneten Sprinter im 100-Meter-Lauf. Des Weiteren trat er auch in anderen Disziplinen wie Kugelstoßen, Speerwurf oder Weitsprung in Erscheinung. Noch in jungen Jahren als Boxer im Fliegengewicht trat er im fortgeschrittenen Alter mittlerweile als Schwergewichtsboxer an und bestritt dabei sogar Profikämpfe im Madison Square Garden in New York City.  Außerdem war Goodrich als Trapezkünstler (100 Fuß über dem Boden und ohne Absicherung durch ein Fangnetz) und Adagio-Akrobat, sowie zusammen mit einem Partner als Vaudeville-Künstler erfolgreich.
Noch vor seinem 20. Geburtstag trat Goodrich die Reise nach Hollywood an, wo er sich kurzzeitig auch niederließ und erste Einsätze in Filmproduktionen hatte. So absolvierte er, aufgrund seiner athletischen Vorgeschichte passend, Tätigkeiten als Stuntman; dabei erstmals in Jay Marchants The Great Circus Mystery im Jahre 1925. Im knapp 15-minütigen Abenteuerfilm-Serial agierte er unter anderem neben dem Strongman Joe Bonomo und der weiblichen Hauptdarstellerin Louise Lorraine. Anfang der 1930er zog es ihn dann erneut nach Hollywood, wo er in Filmen wie The Galloping Ghost (1931), The Hurricane Express (1932) oder Tarzan the Fearless (1933) als Stunt-Double von Schauspielgrößen wie Red Grange, John Wayne oder Buster Crabbe in Erscheinung trat und zu dieser Zeit zu den besten Stuntmen Hollywoods zählte. Während der Drehpausen unterhielt er oftmals am lokalen Vaudeville-Circuit oder war am Crystal Pier in Santa Monica, dem Standort des heutigen Muscle Beach, anzutreffen. Ebendort traf er auch auf den Vaudevillian Charlie Schaeffer, mit dem er einen Akt kreierte, mit dem sie im ganzen Land auftraten und es bis nach New York brachten, wo schließlich auch die eigentliche Bodybuilding-Laufbahn von Bert Goodrich begann. Zusammen mit Schaeffer trat er in den Top Music Halls von New York auf, später wechselte er dann den Partner und trat zusammen mit seinem neuen Partner, dem Eiskunstlauf-Champion und Balancer Jack Nelson, in Erscheinung.
Während dieser Zeit besuchte Goodrich im Februar 1939 auch seinen ersten „Mr. New York“-Contest, allerdings nur als Zuschauer. Jedoch wurde er aufgrund seiner Statur von einem Fotografen in der Zuschauermenge bemerkt und von ebendiesem überzeugt, selbst am Wettbewerb teilzunehmen. Von Sig Klein, dem Promoter des Wettbewerbs, wurden ihm einige Shorts zum Posieren, sogenannte trunks, geliehen und Goodrich wurde in der „Tall Class Competition“ auf die Bühne geholt. Diesen Wettbewerb konnte er schließlich für sich entscheiden und war am Ende mit seinen knapp 5'11'' und 195 Pfund sogar Sieger des Gesamtwettbewerbs, weshalb er sich fortan „Mr. New York“ nennen durfte. Mit diesem Titel war er somit automatisch für den in diesem Jahr zum ersten Mal ausgetragenen „AAU Mr. America“-Wettbewerb qualifiziert. Da es bei dieser ersten Austragung dieses Wettbewerbs am 4. Juli 1939 noch keine fixen Regelungen gab, wurden diese erst während beziehungsweise nach dem Bewerb eingeführt. So wurden beim Wettbewerb des Jahres 1939 von der Jury unter anderem die symmetrischen Proportionen, die Haltung, das allgemeine Aussehen sowie die Bühnenpräsenz bewertet. Goodrich führte dabei mit Unterstützung seines Partners Jack Nelson, der selbst gar nicht am Wettbewerb teilnahm, einen Tumbling-Akt durch und konnte die Jury damit überzeugen, da sich sonst keiner der anderen Kandidaten an eine solche Vorführung wagte. Durch den Titel als „Mr. America“ stieg auch die Bekanntheit von Goodrich zunehmend. So war er unter anderem auf dem Cover zahlreicher bekannter Magazine (zum Beispiel auf dem Cover der Look oder der Pic) zu sehen oder war zusammen mit Charles Atlas und Johnny Weissmüller in der Esquire abgebildet.
Mit dem Sieg beim „Mr. America“-Wettbewerb schaffte er schließlich den Sprung ins große Show-Business und genoss ab diesem Zeitpunkt einen Prominentenstatus. Der neu gewonnene Ruhm verhalf Goodrich auch dazu, zusammen mit Vic Tanny im Jahre 1947 den „Mr. & Miss USA“-Wettbewerb zu gründen und diesen auch zu etablieren. Dieser Bewerb, der vor rund 6000 Zusehern im Shrine Auditorium in Los Angeles ausgetragen wurde, stellte zugleich auch den ersten seiner Art dar, da das Preisgeld für den Sieger 1000 US-Dollar betrug und noch nie zuvor bei einem Bodybuilding-Wettbewerb Preisgelder ausbezahlt wurden. Des Weiteren organisierte Bert Goodrich die sogenannten „Mr. Hercules“-Wettbewerbe, bei denen als einzige Jurorin Hollywoodstar Mae West in Erscheinung trat. Die Sieger dieser Show wurden von West in deren Night Clubs unter Vertrag genommen.
Während des Zweiten Weltkriegs war Bert Goodrich als Physical Training Instructor (PTI) in der US Navy im Einsatz und war dort bis zu seiner Entlassung auf der Naval Air Station North Island stationiert. Dort war er unter anderem für drei Jahre Leiter des lokalen Navy-Fitnessstudios sowie „Director of Physical Training“ der North American Aviation Company in Canoga Park. Während dieser Zeit traf er auch seinen Partner George Redpath, mit dem er als Hand-Balance-Duo im Einsatz war, wobei Goodrich der untere Teil eines „Zwei-Mann-Hand-Balance-Akts“ war. Mit seinem mehrjährigen Partner, den er im Jahre 1944 traf, als beide während des Zweiten Weltkriegs in San Diego stationiert waren, absolvierte er auch noch zahlreiche andere Performances, dabei unter anderem auch am berühmten Muscle Beach am Venice Beach. Als der „Mr. America“ des Jahres 1939 die Navy verlassen musste, nachdem er eine Knieoperation verweigerte hatte, zog es ihn wieder zurück nach Los Angeles, wo er im Jahre 1946 sein Fitnessstudio am Hollywood Boulevard eröffnete. Er selbst nannte es „the most sumptuous, beautiful gym in the country“, was es womöglich auch war, da es das erste sogenannte Glamour Gym war, das mit Kunstlederwänden und zusätzlicher Chromausstattung aufwarten konnte. Dort trainierte er unter anderem Stars wie Fess Parker, Steve Reeves, Bob Mathias oder James Arness. Außerdem trainierte er der Schauspielgröße Mario Lanza für den Film The Student Prince, basierend auf der gleichnamigen Operette, 20 Pfund ab.
Doch auch er selbst stieg kurzzeitig als Schauspieler in verschiedene Filmproduktionen ein, dabei ausschließlich in unwesentliche Rollen, die jedoch speziell auf ihn zugeschnitten waren. So war er unter anderem in Berlin-Express (1948) als Mitglied eines Akrobatikteams im Einsatz; ein Jahr später sah man ihn auch noch in den Filmen Roseanna McCoy und Alias the Champ. Zudem sah man ihn im Jahre 1954 als Bodybuilder in der romantischen Musical-Komödie Athena. Weitere sechs Fitnessstudios folgten in den Jahren nach der Eröffnung seines ersten Studios, was gleichzeitig auch die erste Kette von Fitnessstudios in den Vereinigten Staaten bedeutete. Alle sieben Einrichtungen in Kalifornien verkaufte Goodrich allerdings im Jahre 1956 und verlegte seine berufliche Laufbahn auf andere Tätigkeiten. So war er bis zu seinem Ruhestand in der Öffentlichkeitsarbeit tätig, war als Börsenmakler aktiv und als Geschäftsentwickler im Einsatz. Außerdem war er in den 1960er Jahren Gast zahlreicher US-Fernsehshows (unter anderem To Tell the Truth) und war später auch noch des Öfteren im Lokalfernsehen zu sehen. Weiters nahm er an den Senior Olympics teil und absolvierte bis kurz vor seinem Tod jeden Morgen 75 Liegestütz.
Im Jahre 1976 nahm er, mittlerweile 69-jährig, auch an den Senior Olympics teil und wurde von den Journalisten gelobt, da er obgleich seines Alters noch immer einen konstant guten Puls und Blutdruck hatte. Noch im hohen Alter lernte er das Musizieren auf Ukulele und Harmonika und spielte damit oftmals in Altersheimen und weiteren derartigen Einrichtungen. Ab Juni 1991 verschlechterte sich der Gesundheitszustand von Bert Goodrich zunehmend, nachdem ihm im Krankenhaus ein Großteil seines Dickdarms entfernt werden musste, da dieser eine Gangrän gebildet hatte. Am 6. Dezember 1991 verstarb Goodrich im Veterans Administration Medical Center im zum Stadtteil North Hills gehörenden Ortsteil Sepulveda. Er hinterließ seine Ehefrau Norma, die Schwester seines langjährigen Partners Vic Tanny, mit der er beinahe 50 Jahre verheiratet war, seinen Sohn Bert Jr., seine Tochter Lucinda, sowie zwei Enkelkinder. Die Verabschiedung und das anschließende Begräbnis fanden am 11. Dezember 1991 am Friedhof Pierce Brothers Valley Oaks – Griffin Memorial Park, Mortuary and Crematory in Westlake Village statt. Seine Frau Norma überlebte ihn um zehn Jahre, verstarb im Jahre 2001 und wurde an seiner Seite begraben.
Noch einige Jahre vor seinem Tod ehrte man ihn mit zahlreichen Auszeichnungen. Darunter fielen unter anderem die Ehrung der ehrwürdigen „Association of Oldetime Barbell and Strongmen“ am 23. Mai 1987 für seinen Gewinn des „Mr. America“-Wettbewerbs von 1939, der damals noch den Namen America’s Best Physique Contest trug. Des Weiteren erhielt er im Jahre 1985 den „Pioneer of Physical Fitness Award“ und ein Jahr später den „Hollywood Stuntman’s Award“.